# Bromelia legrellae
Espèce
Synonymes
- Karatas legrellae E.Morren

Bromelia legrellae est une espèce de plantes à fleurs de la famille des Bromeliaceae. C'est une plante tropicale endémique du Brésil.

## Synonymes
- Karatas legrellae E.Morren

## Distribution
L'espèce est endémique de l'État amazonien de Pará au nord du Brésil.

## Description
L'espèce est hémicryptophyte.